# 张辉 (1980年)
张辉（1980年6月—），山东曹县人，中华人民共和国政治人物。曾任共青团山东省委副书记，任职时为中国最年轻的副厅级干部。现为山东省地质矿产勘查开发局党委常委、副局长。

## 经历
张辉于1998年6月加入中国共产党。2002年7月，张辉从山东经济学院财政金融系毕业。作为中共山东省委组织部组织的“选调生”选拔对象，张辉被安排到济南市槐荫区道德街街道办事处工作，并在辖区内的西新街社区居委会，当见习工作人员。一年后，他通过考核，成为该街道办事处的正科级干部，兼任街道办事处主任助理。没多久，他就调到共青团济南市槐荫区委工作，行政职务则升为主任科员（即科长）。
2004年，机遇再次降临；张辉被槐荫区抽调到下辖的吴家堡宋庄村，任村党支部副书记。两年后，他又出任槐荫区西市场街道办事处副主任，成为副处级干部。2007年5月，张辉出任共青团济南市委副书记，晋升为正处级干部；仅九个月之后，他就又被撅升为共青团山东省委副书记，行政职务则为副厅级；并主要负责并共青团山东省委少年部、希望工程、学校部等4个部分的工作。

## 引发争议
张辉从毕业到出任相当于副厅级干部的共青团山东省委副书记用了不到六年的时间，跨越了大多数从政人员三、四十年的路程。再加上他也没有高学历的背景，毕业的山东省经济学院只是山东省内的一所普通高等院校；因此，对于张辉的任命，引发了不少争议，以及社会对于张辉个人背景的猜测。
根据2002年7月由中共中央批准的《党政领导干部选拔任用工作条例》（以下简称“条例”）第二章“选拔任用条件”第七条的规定，“提任县（处）级领导职务的，应当具有五年以上工龄和两年以上基层工作经历；同时，“由下级正职提任上级副职的，应当在下级正职岗位工作三年以上。”很显然，参照这个“条例”，张辉并不符合提升的要求。另外，由中共中央组织部编著的《〈党政领导干部选拔任用工作条例〉学习问答》一书中，对“如何理解破格提拔”是这样解释的，
破格提拔，是指选拔任用干部时，对特别优秀的年轻干部或者工作特殊需要的，可以适当放宽《干部任用条例》规定的工龄、基层工作经历、文化程度、任职年限等资格要求的限制。破格不能破选拔任用条件的‘格’。
为此，共青团山东省委组织部的官员表示，张辉是由共青团济南市委推荐，经共青团中央、山东省委组织部全面考察等各个环节，最终经过共青团山东代表大会选举，才正式被任命的；但由于中国特殊的政党制度，共青团山东省委必须听命于中共山东省委。而一省之内副厅级干部的任命其实只需经由省委书记、省长、省委副书记、组织部长合议通过即可，有时，强势书记一人即可以左右一名副厅级干部的任免。目前在中国其他31个省，市，自治区的团委中，没有30岁以下的副书记。
此外，对于张辉的家庭背景，各方也多有猜测。但曾和张辉共事的原济南市槐荫区吴家堡刘庄办事处副主任朱冬明表示，张辉的父亲是一名退伍军人，曾在某县林业局担任领导职务，母亲是个医生。
2012年12月， 网民韩龙光在微博发文，指山东济宁市委常委张辉是李建国的外甥，在李建国担任山东省委书记期间，张辉仅用八个月时间就从副处级上升到副厅级。据报导，举报李建国的韩龙光已被公安羁押。北京方面并未回应李建国遭调查的传闻。